# エリトリアの港湾
エリトリアの港湾（エリトリアのこうわん、英語: Ports and harbours in Eritrea）は、エリトリアにおける港湾について記す。

## 一覧
- マッサワ港（マッサワ）
- アッサブ港（アッサブ）